# إيهور نازاريان
إيهور نازاريان (مواليد 10 يوليو 1997) هو لاعب كرة قدم أوكراني يلعب في مركز خط الوسط في نادي زوريا لوهانسك.

## روابط خارجية
- إيهور نازاريان على موقع اتحاد أوكرانيا (الإنجليزية)
- إيهور نازاريان على موقع قاعدة بيانات كرة القدم.إي يو (الإنجليزية)
- إيهور نازاريان على موقع ناشيونال فوتبول تيمز (الإنجليزية)
- إيهور نازاريان على موقع Soccerway.com (الإنجليزية)
- إيهور نازاريان على موقع عالم كرة القدم.نت (الإنجليزية)